# Il cervello trappola
Il cervello trappola (The Mind Cage) è un romanzo di fantascienza del 1957 dello scrittore canadese, naturalizzato statunitense A. E. van Vogt; è lo sviluppo del racconto breve The Great Judge, del 1948.

## Storia editoriale

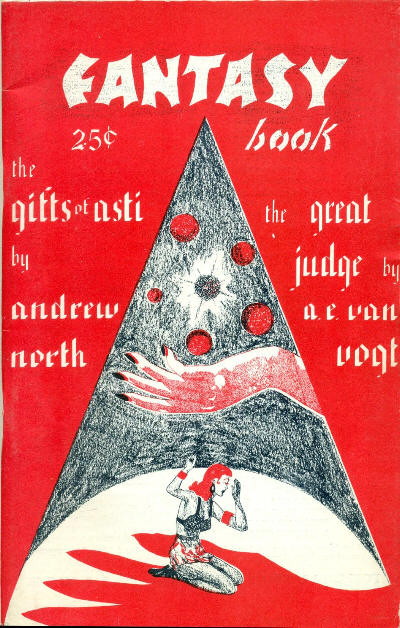
Copertina della rivista Fantasy Book del luglio 1948, dove il racconto The Great Judge fu pubblicato per la prima volta.

### Racconto
Il romanzo è basato sul racconto breve The Great Judge, pubblicato sul numero del luglio 1948 della rivista di fantascienza Fantasy Book.
Una traduzione in italiano di Luigi Cozzi intitolata Il Grande Giudice fu pubblicata nel 1965 dalla Casa Editrice La Tribuna con l'antologia L'altare a mezzanotte. 50 racconti di fantascienza (Fifty Short Science Fiction Tales, 1963), nel volume n. 5 II serie [16] della collana Science Fiction Book Club.
Una traduzione con lo stesso titolo di G. P. Sandri, fu pubblicata dalla Armenia Editore con l'antologia personale Il meglio di A. E. Van Vogt. Una grande antologia personale. 12 racconti (The Best of A. E. Van Vogt, 1974), nel 1978 nel volume n. 9 della collana Robot Speciale e di nuovo nel 1980 nel volume n. 17 della collana Raccolta Robot.
Nel giugno 1988 una traduzione di Daniela Galdo intitolata Lo scambio è stata pubblicata dalla Fanucci Editore nel terzo volume della collana Biblioteca di Fantascienza, come parte dell'antologia personale intitolata La casa senza tempo.

### Romanzo
Fu pubblicato per la prima volta nel 1957 da Simon & Schuster.
La prima traduzione in italiano, di Gemma Bianchi, fu pubblicata dalla Arnoldo Mondadori Editore nella collana Urania, nel 1958 nel volume n. 191 e nel 1969 nel volume n. 519, poi di nuovo nel 1979 nel volume n. 15 della collana Millemondi intitolato Millemondiestate 1979: Tre romanzi completi di Alfred E. Van Vogt e infine nel 1989 nel volume n. 152 della collana Classici Urania.
Una traduzione in italiano di Emanuela Galimberti fu pubblicata nel 1982 dalla Libra Editrice nel volume n. 66 della collana I Classici della Fantascienza; una traduzione di Marta Simonetti è stata pubblicata nel 1989 dalla Fanucci Editore nel volume n. 28 della collana Biblioteca di Fantascienza; una traduzione di Luigi Cozzi fu pubblicata nel 1994 dalla Compagnia del Fantastico.Gruppo Newton nel volume n. 13 della collana Il Fantastico Economico Classico.

## Trama
La storia si svolge nel futuro, dopo un conflitto atomico che ha visto l'ascesa al potere su gran parte della Terra di un dittatore chiamato il Gran Giudice e la disfatta della Mente, un supercomputer intelligente creato in origine per proteggere il genere umano.
David Marin, Maestro di Gruppo capo delle forze armate, rischia la sua carriera per difendere Wade Trask, uno scienziato sotto processo per sedizione perché ha sostenuto la necessità di cambiamenti nello strano assetto sociale di gruppo/libera impresa.
Trask viene condannato a morte, ma la legge gli lascia una settimana di completa libertà prima dell'esecuzione;
avendo segretamente perfezionato una tecnica per trasporre personalità da un corpo ad un altro, il giorno dopo essere stato condannato egli scambia il suo cervello con quello di Marin.
Marin si sveglia nel corpo dell'altro, etichettato come nemico dello stato e costretto ad affrontare una serie di problemi angosciosi:
deve travestire da se stesso il corpo di Trask, entro la settimana deve trovare Trask e ritrasferirsi nel proprio corpo oppure essere giustiziato, inoltre deve guidare una programmata operazione politico-militare contro uno stato confinante, nel frattempo continua la lotta contro la Mente, che si presumeva distrutto durante la guerra e si annida in mille nascondigli, infine David tenta di ritrovare la donna amata che gli è stata sottratta dal dittatore.

## Critica
Floyd C. Gale, il recensore di Galaxy, ha scritto: "Van Vogt, maestro della trama tortuosa, qui sperimenta la tortura per dimostrarlo. ... Van Vogt, comunque, è ancora estremamente fantasioso e i suoi caratteristici rompicapo sono molto divertenti, anche se costantemente restano pezzi mancanti.".